# Kutyatejszender
A kutyatejszender (Hyles euphorbiae), a rovarok (Insecta) osztályának a lepkék (Lepidoptera) rendjéhez, ezen belül a szenderfélék (Sphingidae) családjához tartozó faj.

## Elterjedése
A kutyatejszender igazi hazája a Földközi-tenger környéke, de hazánkban is vannak állandó populációi. A szender az Alpoktól északra fekvő területekre is repül.

## Életmódja
Két nemzedéke erdőkben és réteken repül. A lepkék májustól szeptemberig láthatók. Főképpen szürkület idején figyelhetjük meg őket, amikor a virágokat látogatják.  Hernyói farkas kutyatejen, de más kutyatejféléken is élnek. Feketék, sárga és vörös pettyekkel, hátukon piros csík van. Fejük és lábaik pirosak; a testük végén látható farpamacs piros-fekete színű. A hernyókat főként július–augusztusban láthatjuk. A talajban bábozódnak, az őszi bábok áttelelnek.

## Források

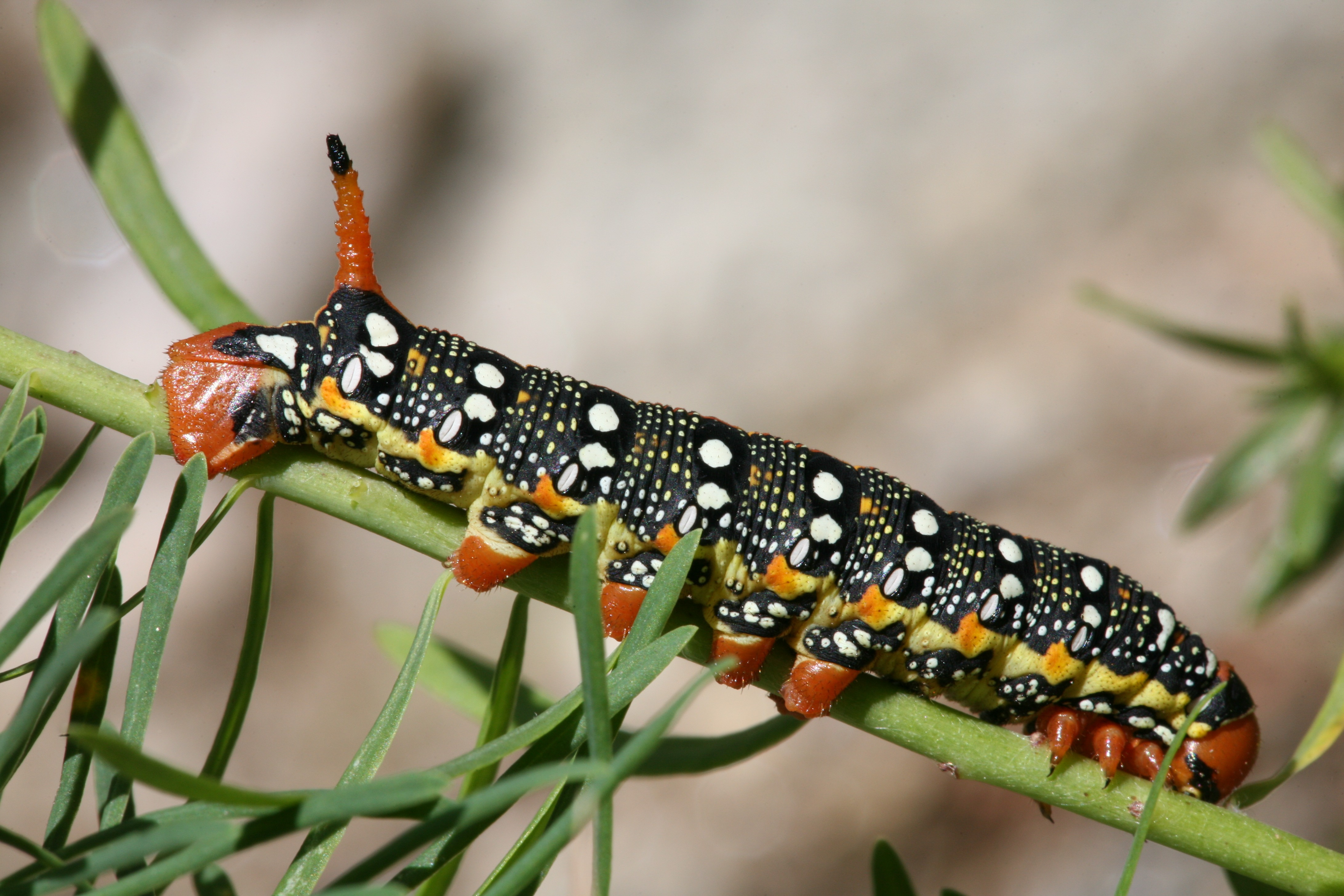
A kutyatejszender hernyója